# Joe D'Amato
Joe D'Amato, pseudoniem van Aristide Massaccesi (Rome, 15 december 1936 – aldaar, 23 januari 1999), was een Italiaanse filmregisseur die ongeveer 200 films regisseerde.  Zijn films waren zeer uiteenlopend van genre. Zijn meest voorkomende genres van film waren de spaghettiwestern, horrorfilm, swashbuckler, oorlogsfilm, sandalenfilm en de fantasyfilm. Het merendeel van zijn films waren echter B-film pornografie.

## Inleiding
D'Amato is het best gekend voor zijn horror films waarvan er later velen Cultfilm werden (zoals Anthropophagous en Beyond the Darkness) en voor zijn snelle remakes van populaire Amerikaanse films (zoals de Ator series, gebaseerd op de film van Conan the Barbarian). In de laatste fase van zijn carrière spitste hij zich voornamelijk toe op de productie van pornografische films. Hierdoor werd hij een van de meest gerenommeerde regisseurs in dit genre.
In zijn eer wordt elk jaar in Pietrasanta het Joe D'Amato Horror Festival georganiseerd.

## Biografie
D'Amato was reeds vanaf jonge leeftijd omringd door film door zijn vader die werkte bij Cinecittà als elektricien. Hij begon zijn carrière in 1961 als cameraman. Hierna startte hij met Pelle di Bandito in 1969 waar hij regelmatig als director of photography werkte voor regisseurs als Demofilo Fidani, Silvio Amadio, Mino Guerrini en Michele Lupo.
In 1972 begin D'Amato zelf zijn eigen films te regisseren terwijl hij tegelijkertijd werkte als cinematograaf voor andere regisseurs. Zijn eerste successen als regisseur waren de spaghetti westerns (voorbeeld: Scansati... a Trinità arriva Eldorado), de decamerotische films (voorbeeld: More Sexy Canterbury Tales), de Mantel- en degenfilm|swashbuckler (voorbeeld: Pirates and Karate), de oorlogsfilms (voorbeeld: Heroes in Hell) en de sandalenfilms (voorbeeld: The Arena).
In de latere jaren 70 probeerde D'Amato mee te liften met het wereldwijde succes van de Franse softcore film series Emmanuelle. Hij maakte vele remakes die waren gebaseerd op personages en filmplots uit de originele reeks. Zijn eerste poging hiertoe was Emmanuelle's Revenge. Later kwamen er nog vijf vervolgen (Emanuelle in Bangkok (1976), Emanuelle in America (1977), Emanuelle Around the World (1977), Emanuelle and the Last Cannibals (1977), en Emanuelle and the White Slave Trade (1978)).
Buiten de Emmanuelle films regisseerde D'Amato eveneens Ladies' Doctor, een sexy satire over het Italiaans zorgsysteem. Op het einde van de jaren 70 regisseerde D'Amato The Pleasure Shop on 7th Avenue.
In de vroege jaren 80 maakte D'Amato sommige van zijn beste Gorefilms zoals Antropophagus, Absurd en Buio Omega waarvoor hij later een cult status kreeg bij de fans van het filmgenre horror. Rond deze zelfde tijd begon D'Amato ook te werken als producent. Dit leidde uiteindelijk tot de oprichting van zijn eigen filmbedrijf. Van 1982 tot 1994 financierde zijn bedrijf 'Filmirage' 42 films in totaal.
In 1994, toen de Italiaanse filmindustrie op een commercieel laag pitje stond, begon D'Amato opnieuw pornografische films te maken. Bij het regisseren van dit type films gebruikte hij meermaals verschillende pseudoniemen.
Tussen 1995 en zijn overlijden in 1999 (hartfalen) richtte hij twee filmproductiebedrijven op; Butterfly Motion Pictures en Capital Film. Van hieruit regisseerde en produceerde hij zijn eigen films.
D'Amato kreeg één zoon, Daniele Massaccesi. Zijn zoon deelde zijn passie en hielp zijn vader regelmatig in de filmindustrie. Later verhuisde hij naar de Verenigde Staten waar hij een goedbetaalde job als cameraman kon bemachtigen. Daniele Massaccesi werkte onder andere mee aan Cold Mountain, Hannibal en Kingdom of Heaven.

## Filmtechniek en methode
D'Amato is bekend voor het produceren en regisseren van veel knockoff films. In die tijd was dit een normale gang van zaken in de Italiaanse filmindustrie. D'Amato trok dit door tot in extremen. Enkele voorbeelden:
- Slechts maanden nadat Conan the Barbarian in 1982 werd gelanceerd, lanceerde D'Amato zijn eigen versie Ator the Invincible about a Scandinavian barbarian who goes on an epic quest against fantasy monsters to save his beloved. Twee jaar later, wanneer Conan the Destroyer werd gelanceerd, lanceerde D'Amato zeer snel erna de film Ator l'invincibile 2: The Blade Master. Niet alleen was dit een knipoog naar de originele versie Conan the Destroyer maar D'Amato zijn film bevatte eveneens gestolen filmfragmenten die hij zonder schaamte in deze film had verwerkt.
- Hij produceerde en regisseerde verschillende pornografische films die plagiaat waren van grote Hollywood kaskrakers.
- D'Amato kocht ook regelmatig stock footage (soms uit andere films) om deze in zijn eigen film te verwerken.
- Ook op de populaire serie Emmanuelle teerde hij om er zijn eigen B-film versie van te maken.

## Filmlijst
- Death Smiles at a Murderer (1973)  (hoofdrol: Klaus Kinski & Ewa Aulin)
- Heroes in Hell (1974) (hoofdrol:Klaus Kinski, Lars Bloch)
- Red Coat (Giubbe Rosse (1975) (hoofdrol: Fabio Testi en Guido Mannari)
- Emanuelle's Revenge (Emanuelle e Françoise le Sorelline) (1975) (hoofdrol: George Eastman, Rosemarie Lindt, Annie Carol Edel)
- Vow of Chastity (1976) (hoofdrol: Jacques Dufilho, Enzo Colajacono en Laura Gemser)
- Emanuelle in Bangkok (Black Emanuelle 2) (1976) (hoofdrol: Laura Gemser, Gabriele Tinti)
- Eva Nera (1976) (hoofdrol: Laura Gemser, Gabriele Tinti en Jack Palance)
- Emanuelle in America (1977) (hoofdrol: Laura Gemser, Gabriele Tinti)
- Emanuelle around the World (1977) (hoofdrol: Laura Gemser, Gabriele Tinti)
- Emanuelle and the Last Cannibals (Emanuelle e gli ultimi cannibali) (1977) (hoofdrol: Laura Gemser en Gabriele Tinti)
- Emanuelle and the White Slave Trade (1978) (hoofdrol: Laura Gemser, Gabriele Tinti)
- Papaya, Love Goddess of the Cannibals (1978) (hoofdrol: Melissa Chimenti, Sirpa Lane)
- Images in a Convent (Immagini di un Convento) (1979) (hoofdrol: Paola Senatore, Marina Hedman)
- Beyond the Darkness (Buio Omega) (1979) (hoofdrol: Kieran Canter, Cinzia Monreale en Franca Stoppi)
- Erotic Nights of the Living Dead (1980) (hoofdrol: Laura Gemser & Luigi Montefiore)
- Orgasmo Nero (Black Orgasm) (1980)  (hoofdrol: Nieves Navarro, Richard Harrison)
- Hard Sensation (1980) (hoofdrol: Luigi Montefiore)
- Antropophagus (1980) (hoofdrol: Tisa Farrow, Zora Kerova & Luigi Montefiore)
- Porno Holocaust (1981) (hoofdrol: George Eastman, Dirce Funari)
- Absurd (Rosso sangue) (1981) (hoofdrol: Annie Belle, Charles Borromel)
- Caligula: The Untold Story (1982) (als David Hills) (hoofdrol: David Brandon, Laura Gemser)
- Ator l'invincibile|Ator the Fighting Eagle (1982) (hoofdrol: Miles O'Keefe & Sabrina Siani)
- 2020 Texas Gladiators (1983) (Anno 2020 - I gladiatori del futuro) (hoofdrol: Sabrina Siani & Luigi Montefiore)
- Endgame (1983) (hoofdrol: Al Cliver, Laura Gemser)
- Ator l'invincibile 2|Blade Master (1983) (hoofdrol: Miles O'Keefe)
- The Alcove (1985) (hoofdrol: Lilli Carati, Annie Belle, Al Cliver en Laura Gemser)
- The Pleasure (1985) (hoofdrol: Andrea Guzon, Gabriele Tinti)
- Voglia di Guardare (1986) (hoofdrol: Jenny Tamburi)
- Convent of Sinners (1986) (hoofdrol: Eva Grimaldi)
- Killing Birds (1987) (hoofdrol: Robert Vaughn, Lara Wendel) (mede-geregisseerd met Claudio Lattanzi)
- Deep Blood (1989) (mede-geregisseerd met Raffaele Donato) (hoofdrol: Frank Barconi)
- Quest for the Mighty Sword (1990) (hoofdrol: Eric Allan Kramer)
- High Finance Woman (1990) (hoofdrol: Tara Buckman)
- Troll 2 (1990) (mede-geregisseerd met Claudio Fragasso) (hoofdrol: Michael Stephenson, George Hardy, Margo Prey)
- Return From Death (Frankenstein 2000 - Ritorno dalla Morte) (1991) (hoofdrol: Cinzia Monreale & Donald O'Brien)
- Troll 3 (Contamination .7, The Crawlers) (1991) (mede-geregisseerd met Fabrizio Laurenti) (hoofdrol: Mary Sellers, Jason Saucier)
- Inferno Rosso: Joe D'Amato sulla via dell'Eccesso (2021) - documentaire

## Films waarvan hij enkel producent was
- Stage Fright (1987), geregisseerd door Michele Soavi, geschreven door Luigi Montefiore, hoofdrol: John Morghen
- Ghosthouse (1988) aka La Casa 3, geschreven & geregisseerd door Umberto Lenzi, hoofdrol: Lara Wendel & Donald O'Brien
- Witchery (1988), geregisseerd door Fabrizio Laurenti, hoofdrol: Linda Blair & David Hasselhoff
- Hitcher in the Dark (1989), geregisseerd door Umberto Lenzi, hoofdrol: Joe Balogh
- La Casa 5: Beyond Darkness (1990), geschreven & geregisseerd door Claudio Fragasso
- Troll 2 (1990) geregisseerd door Claudio Fragasso (maar Joe D'Amato beweerde dat hij deze film mede-geregisseerd heeft)
- The Door to Silence (1991) geschreven & geregisseerd door Lucio Fulci, hoofdrol: John Savage

- Biblioteca Nacional de España: XX1247748
- Bibliothèque nationale de France: cb14018775p (data)
- Gemeinsame Normdatei: 122245237
- International Standard Name Identifier: 0000 0004 5308 0657
- Library of Congress Control Number: n2008054108
- MusicBrainz: 2a0cb84a-6ea0-4962-adf3-9234ecd2e727
- Nationale Bibliotheek van Tsjechië: ola2008455750
- Istituto Centrale per il Catalogo Unico: RAVV329541
- SNAC: w6w9664j
- Système universitaire de documentation: 190021608
- Virtual International Authority File: 195144929031554440499
- WorldCat: E39PCjyDGrrDMy8WXvmxD7HTtq